# Eugenio Derbez
Eugenio González Derbez, född 2 september 1961 i Mexico City, är en mexikansk komiker, skådespelare och filmskapare.
Han har medverkat i både mexikanska filmer och amerikanska filmer.

## Filmografi i urval
- 2003 – Zurdo
- 2011 – Jack and Jill
- 2013 – Instructions Not Included
- 2014 – Manolos magiska resa (röst)
- 2017 – How to Be a Latin Lover
- 2017 – Geostorm
- 2018 – Overboard
- 2018 – Nötknäpparen och de fyra världarna
- 2019 – Dora and the Lost City
- 2019 – The Angry Birds Movie 2 (röst)
- 2021 – CODA